# Visteon

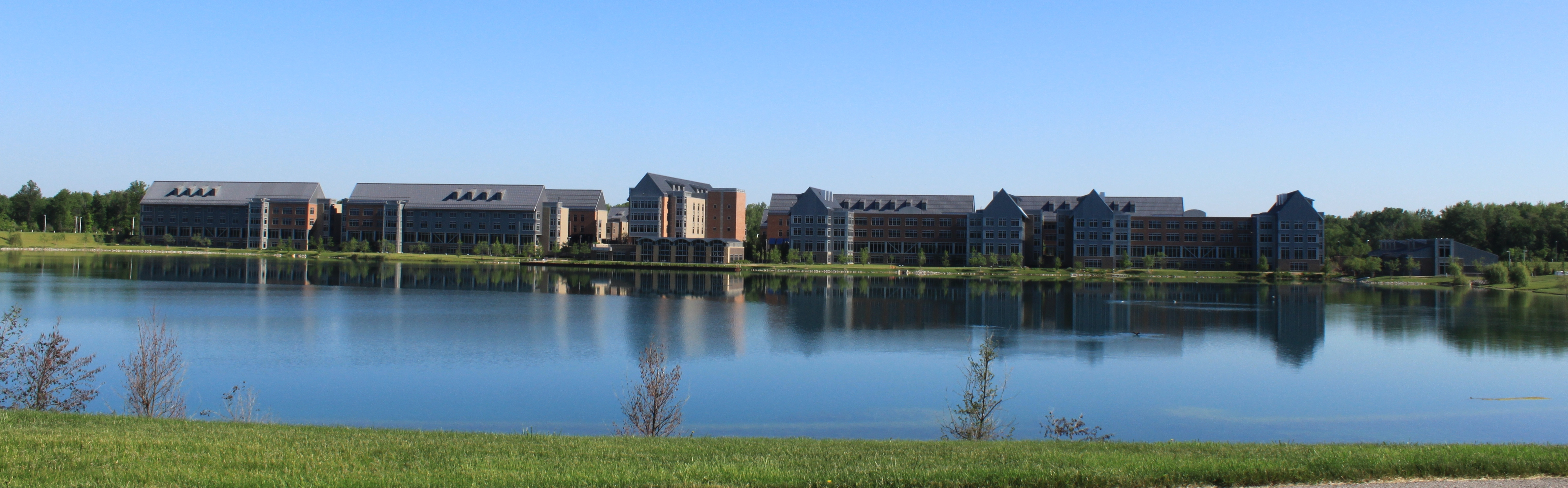
Sede corporativa en Míchigan.

Visteon es un fabricante de componentes para la industria automovilística, segregado del grupo Ford Motor Company con un total de 77.000 empleados y una facturación de 18,7 miles de millones de dólares, y posee 200 fábricas a lo largo del mundo. 
Visteon realiza piezas para casi todos los fabricantes de coches, pero en Europa fundamentalmente trabaja para PAG.

## Visteon España
Las fábricas que Visteon tenía en España fueron vendidas en 2014 al fondo Cerberus y funcionan con el nombre de Reydel Automotive.
Visteon llegó a disponer de cinco factorías en España, ubicadas en Igualada (Barcelona), Salceda de Caselas (Pontevedra), Almusafes (Valencia), Puerto de Santa María (provincia de Cádiz) y Medina de Rioseco (Valladolid), así como el centro técnico de Servicio y Atención al Cliente de El Prat de Llobregat (Barcelona), que proporcionaba servicios de recursos humanos, finanzas y contabilidad, principalmente, al resto de plantas.
En la provincia de Cádiz, contaba con una fábrica en el Puerto de Santa María, con una plantilla de 500 empleados y una superficie de 13.200 metros cuadrados. Entre los productos que fabricaba destacaban los módulos de control del tren motriz, módulos de control antirrobo, y cuadros de instrumentos, entre otros.
La fábrica de Igualada, con 200 puestos de trabajo y 12.416 metros cuadrados de superficie, trabajaba principalmente para las firmas automovilísticas Nissan y Seat, mientras que el centro productivo de Salceda de Caselas destina el 90% de los productos al Groupe PSA, aunque también produce interiores para el Opel Combo, que se monta en Azambuja, Portugal.
La fábrica de Almusafes (Valencia) con una plantilla de más de 400 personas, la planta ocupa una superficie de 12 000 m², está situada en el polígono industrial Juan Carlos I de Almusafes siendo este polígono el parque de proveedores de Ford. Prácticamente la totalidad de la producción de la fábrica estaba dedicada a proveer de paneles a Ford de los modelos Focus, Fiesta y KA, por lo que tiene conexión directa con Ford a través de un túnel o transportador por lo que se provee en tiempo real al cliente Ford.

## Cádiz Electrónica
El 23 de junio de 2011 se anunció el cierre de Visteon El Puerto - Cádiz Electrónica. Lo cierto es que pretende cerrar dicha planta a pesar de haber obtenido sobrados beneficios a lo largo de sus veinte años de historia; El cierre viene originado por estar trasladando su producción de Cádiz a otras plantas situadas en China y Rumania, por motivos de ahorro de costes y como una puerta política para conseguir avanzar en el mercado oriental. El 7 de noviembre la Junta de Andalucía se negó a aceptar el ERE alegando que no hay razones justificadas para creer que la empresa no tenga viabilidad.